# Gerardus van der Leeuw
Gerardus van der Leeuw (18 de marzo de 1890, La Haya - 18 de noviembre de 1950, Utrecht) fue un historiador holandés y un filósofo de la religión.

## Biografía
Entre 1945 y 1946, Van der Leeuw fue Ministro de Educación de los Países Bajos por el Partido Laboral. Antes de la guerra, había sido miembro del partido conservador Unión Cristiana Histórica.

## Obra
Su trabajo más conocido es La Religión en su esencia y manifestaciones: un estudio fenomenológico, que consiste en una aplicación de la filosofía fenomenológica a la religión. Fue publicada en 1933, bajo el título en alemán de Phänomenolgie der Religion, y traducida al inglés por primera vez en 1938.